# Mark VI (Panzer)

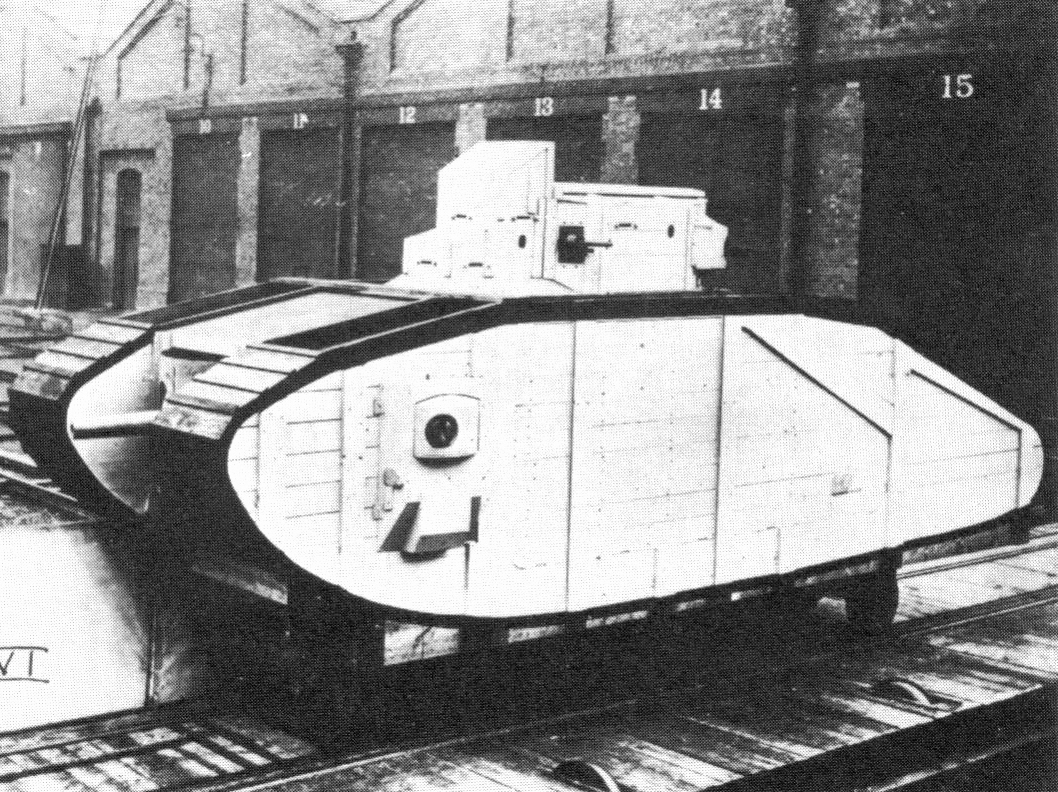
Hölzernes Modell eines Mark VI, 1917

Der Mark VI war ein britisches Projekt zur Entwicklung eines schweren Panzers im Ersten Weltkrieg.
Nachdem das Tank Supply Committee im Dezember 1916 Pläne für die kontinuierliche Entwicklung des Mark I zum Mark IV gemacht hatte, gab es den Entwurf des Mark V und des Mark VI in Auftrag.
Während der Mark V mit allen neuen Funktionen, die noch in das alte Chassis des Mark I integriert werden konnten, ausgestattet werden sollte, sollte beim Mark VI das alte Chassis abgelöst werden, nur ein paar Grundprinzipien des alten Panzers sollten übernommen werden.
Am 13. Juli 1917 war ein hölzernes Modell beider Modelle fertig. Da keine technischen Zeichnungen des Mark VI erhalten geblieben sind, handelt es sich bei den an diesem und am 23. Juni vom teilweise unfertigen Modell gemachten Fotos um die Hauptquelle für Informationen.
Der Mark VI hatte im Vergleich zum Mark V ein komplett unterschiedliches Chassis. Es war viel höher, die Ketten waren vorne abgerundet. Die Seitentürme wurden durch Seitentüren ersetzt, in die Maschinengewehre eingebaut waren. Die Hauptbewaffnung war eine einzige 57-mm-Kanone, die vorne angebracht war. Der Fahrer saß in einem rechteckigen Aufbau weiter hinten, an dessen Kanten Maschinengewehre angebracht waren.
Das Chassis hatte auf einer Seite einen abgetrennten Motorraum, der auch die Antriebsräder beider Ketten enthielt, wobei die Antriebswelle der gegenüberliegenden Kette durch den Innenraum geführt war. Es wurden Ketten mit 75 cm Breite verwendet.
Im September 1917 beschloss das US-Hauptquartier in Frankreich, ein eigenes US-Panzerkorps mit 25 Bataillonen, darunter fünf mit schweren Panzern, aufzustellen. Major James A. Drain bestellte daraufhin 600 Stück des Mark VI, der zu diesem Zeitpunkt der fortschrittlichste britische Panzer war. Das gefährdete jedoch die Pläne von Albert Gerald Stern, der die Entwicklung des Mark VIII, eines anglo-amerikanischen Gemeinschaftsprojekts vorantreiben wollte. Im Dezember 1917 befahl er die Einstellung des Projekts noch vor der Erstellung eines Prototyps.